# Crimele alfabetice
Crimele alfabetice (cunoscute și sub denumirea de Crimele cu inițiale duble) sunt o serie de crime nerezolvate împotriva unor copii, care au avut loc între anii 1971 și 1973, în Rochester, New York.
Toate cele trei victime au fost fete cu vârste cuprinse între zece și unsprezece ani, al căror prenume și nume de familie începeau cu aceeași literă. Fiecare victimă a fost agresată sexual și ucisă fie prin strangulare manuală, fie prin strangulare cu ligatură, înainte ca trupul ei să fie abandonat în sau lângă un oraș sau sat din apropierea Rochesterului, al cărui nume începea cu aceeași literă ca și numele victimei.

## Crimele

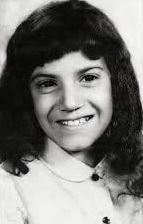
Carmen Colón

### Carmen Colón
La 16 noiembrie 1971, la ora 16:20, o fetiță de zece ani de origine portoricană pe nume Carmen Colón a dispărut în timp ce se întorcea acasă după o comisie în Rochester, New York. Potrivit martorilor oculari, Colón a intrat în farmacia pe care bunica ei i-o indicase pe West Main Street, dar a părăsit magazinul după ce a aflat că rețeta pe care trebuia să o ridice nu fusese încă procesată, spunându-i proprietarului magazinului, Jack Corbin: „Trebuie să plec. Trebuie să plec.” Ulterior, a fost văzută urcându-se într-o mașină parcată în apropierea farmaciei. Dispariția ei a fost raportată la Departamentul de Poliție din Rochester la ora 19:50.
Aproximativ cincizeci de minute după ce Colón a părăsit farmacia, numeroși șoferi care circulau pe Autostrada 490 au observat copilul, gol de la brâu în jos, alergând de la o mașină care se întorcea, despre care se crede că era un hatchback Ford Pinto de culoare închisă. Ea gesticula frenetic și striga în încercarea de a atrage atenția și ajutorul șoferilor. Cel puțin unul dintre martori a văzut-o pe Colón fiind condusă înapoi la vehicul de către răpitorul său.
Două zile mai târziu, doi adolescenți au descoperit trupul parțial dezbrăcat al lui Colón într-un șanț situat nu departe de Autostrada 490, în apropierea satului Churchville. Acest loc era la aproximativ 19 kilometri de unde Colón fusese văzută ultima dată în viață. Paltonul ei a fost găsit într-un canal la aproximativ 100 metri de corpul ei; pantalonii au fost descoperiți ulterior, pe 30 noiembrie, lângă un drum de acces din apropierea locului unde numeroși șoferi o observaseră încercând să scape de răpitorul său.
O autopsie a relevat că, pe lângă faptul că fusese violată, copilul suferise o fractură craniană și o leziune la una dintre vertebre înainte de a fi ucisă prin strangulare manuală. În plus, corpul ei prezenta zgârieturi extinse provocate de unghii.
Atât crima lui Colón, cât și faptul că niciunul dintre cei care o văzuseră încercând să fugă de agresorul ei de lângă Autostrada 490 nu i-au oferit ajutor, au generat o furie publică intensă. Două ziare din New York, Times Union și Democrat and Chronicle, au oferit inițial o recompensă de 2.500 de dolari pentru informații care să conducă la arestarea și condamnarea ucigașului, iar toate informațiile primite de fiecare publicație au fost transmise poliției. Numeroase afaceri locale și rezidenți au adăugat donații private la fondul de recompensă, suma depășind treptat 6.000 de dolari. Deși poliția a interogat mai mulți suspecți în lunile care au urmat crimei lui Colón, inclusiv pe unchiul său, nimeni nu a fost acuzat de această crimă, iar până pe 21 decembrie, numărul de investigatori alocați cazului a fost redus la trei.
La începutul anului 1972, cinci panouri publicitare de mari dimensiuni, fiecare măsurând 9,1 metri lungime și 3,6 metri înălțime, au fost amplasate de-a lungul principalelor autostrăzi din Rochester. Fiecare panou afișa o imagine de 2,4 metri înălțime a copilului, alături de titlul: Știi cine a ucis-o pe Carmen Colón?. Utilizarea gratuită a acestor panouri a fost oferită pentru o lună de către Compania de Publicitate Outdoor din Rochester. Fiecare panou oferea o recompensă de 6.000 de dolari pentru informații care să conducă la arestarea și condamnarea ucigașului sau ucigașilor lui Colón și afișa atât un număr de telefon al liniei directe, cât și o adresă poștală, ambele stabilite în noiembrie anul precedent pentru a încuraja furnizarea anonimă de informații din partea publicului. Deși această inițiativă a generat mai multe piste noi, niciuna nu a dus la un rezultat concret.

### Wanda Walkowicz
Șaptesprezece luni mai târziu, în jurul orei 17:00, pe 2 aprilie 1973, Wanda Walkowicz, o fetiță de 11 ani, a dispărut din partea de est a orașului Rochester, în timp ce se întorcea acasă de la o comisie. Potrivit proprietarului magazinului de delicatese unde Walkowicz fusese trimisă, fetița a cumpărat produsele alimentare cerute în jurul orei 17:15, înainte de a începe să meargă singură pe Conkey Avenue. Dispariția lui Walkowicz a fost raportată de mama ei, Joyce, la ora 20:00.
Poliția a lansat imediat o căutare intensă pentru a o găsi pe Walkowicz. Aproape cincizeci de detectivi au cercetat mai mulți kilometri pătrați de teren în jurul casei sale, al magazinului și al zonelor din apropierea râului Genesee, unde obișnuia să se joace. Aceste căutări nu au dus la găsirea copilului, deși mai mulți rezidenți din cartier și-au amintit că au văzut-o pe Walkowicz, străduindu-se să care punga cu alimente, mergând la nord de Avenue B. Trei colegi de clasă au observat-o sprijinind punga de un gard pentru a-și îmbunătăți prinderea, în timp ce un vehicul maro trecea pe lângă ea.
Corpul complet îmbrăcat al lui Walkowicz a fost descoperit de un polițist la ora 10:15, în dimineața următoare, abandonat la poalele unui deal, pe marginea unui drum de acces către Ruta de Stat 104 din Webster, la aproximativ 11 kilometri de Rochester. Poziția corpului indica faptul că fusese aruncată dintr-un vehicul aflat în mișcare, iar corpul s-a rostogolit pe panta dealului.
O autopsie a relevat că Walkowicz fusese agresată sexual, apoi strangulată din spate cu o legătură, cel mai probabil o curea. Mai multe răni defensive indicau că fetița se luptase cu ucigașul ei. Medicul legist care a efectuat autopsia, Dr. John Edland, a declarat în raportul oficial: „Era atât de mică. Nu cred că putea să opună multă rezistență.” În plus, corpul său fusese îmbrăcat din nou după deces. Autopsia a mai arătat urme de spermă și fire de păr pubian pe corpul copilului. De asemenea, mai multe fire de păr de pisică albă au fost găsite pe îmbrăcămintea ei, deși familia Walkowicz nu deținea un animal de companie cu păr de această culoare.
Așa cum s-a întâmplat și în cazul lui Carmen Colón, anchetatorii au înființat o linie telefonică anonimă și au distribuit numeroase pliante în Rochester, solicitând informații. De asemenea, a fost stabilită o recompensă de 10.000 de dolari pentru informații care să ducă la arestarea și condamnarea ucigașului lui Walkowicz.
Anchetele poliției au identificat un martor ocular care le-a spus investigatorilor că, în seara zilei de 2 aprilie, în timp ce Walkowicz se întorcea de la magazinul de delicatese, a observat copilul stând lângă ușa pasagerului unui vehicul mare de culoare maro, discutând cu șoferul. Martorul nu a reușit să obțină o imagine clară a șoferului. Locația acestei observații era la doar 320 de metri de casa familiei Walkowicz.
Un alt individ, care a contactat investigatorii după instalarea liniei telefonice anonime, a informat poliția că a văzut un bărbat forțând o fată cu părul roșcat, care corespundea descrierii lui Walkowicz, într-un Dodge Dart de culoare deschisă, pe Conkey Avenue, între orele 17:30 și 18:00, în seara dispariției acesteia.
Departamentul de Poliție din Rochester a respins orice sugestie privind o legătură între crimele lui Colón și Walkowicz, deși un sergent de șerif care fusese desemnat să investigheze crima lui Colón (caz care, în acel moment, era încă deschis, deși inactiv) a fost reasignat la echipa de anchetă formată pentru crima lui Walkowicz.
În septembrie 1973, rețeaua locală de televiziune WOKR a anunțat planurile de a difuza o reconstrucție televizată a răpirii lui Walkowicz și a descoperirii ulterioare a corpului acesteia. Acest episod de 30 de minute a fost transmis pe 21 octombrie și a fost însoțit de apeluri publice pentru martori care să contacteze autoritățile. Deși acest program a rezultat în primirea a peste 200 de apeluri de la public de către Departamentul de Poliție din Rochester, nu s-au obținut niciun indiciu util.

### Michelle Maenza
Șapte luni mai târziu, în seara zilei de 26 noiembrie 1973, Michelle Maenza, în vârstă de 11 ani, a fost declarată dispărută de mama sa, Carolyn, după ce nu s-a întors acasă de la școală. Investigațiile ulterioare au stabilit că Maenza fusese văzută ultima dată de colegii săi în jurul orei 15:20, mergând singură spre un centru comercial situat în apropierea școlii. Scopul ei era să recupereze o geantă pe care mama sa o uitase într-un magazin din acel centru mai devreme în acea zi.
Aproximativ zece minute mai târziu, un martor a observat-o pe Maenza așezată pe scaunul pasagerului al unui vehicul de culoare bej sau maro care se deplasa cu viteză mare pe Ackerman Street, înainte de a vira pe Webster Avenue. Potrivit acestui martor, copilul plângea.
La ora 17:30, pe 26 noiembrie, un șofer a observat un bărbat stând lângă un vehicul mare de culoare bej sau maro, cu o pană de cauciuc, parcat de-a lungul Route 350 în orașul Walworth. Bărbatul ținea de încheietură o fată care, în opinia șoferului, era Michelle Maenza. Când acest șofer s-a oprit pentru a oferi ajutor, individul a „prins fata și a împins-o în spatele său” ascunzând și numărul de înmatriculare. Bărbatul l-a fixat cu o privire atât de amenințătoare pe șofer, încât acesta s-a simțit obligat să plece.
Corpul îmbrăcat complet al lui Michelle Maenza a fost descoperit la ora 10:30 dimineața, pe 28 noiembrie, cu fața în jos, într-un șanț de-a lungul unui drum rural din Macedon, la aproximativ 24 de kilometri de Rochester. Autopsia a relevat că, pe lângă faptul că a suferit multiple leziuni traumatice provocate de lovituri puternice, Maenza a fost violată și apoi strangulată din spate cu un ligatură, posibil o frânghie subțire. Pe hainele sale au fost găsite numeroase fire de blană albă de pisică, iar în mâna sa încleștată au fost descoperite frunze care corespundeau vegetației din locul unde fusese găsit corpul. Acest lucru sugerează că Maenza a fost strangulată în apropierea locului unde a fost descoperită.
Investigatorii au reușit să obțină o amprentă parțială de palmă de pe gâtul ei și urme de spermă pe corpul și lenjeria sa. Analiza criminalistică a probelor de spermă a determinat că Maenza a fost violată de un singur individ.
Investigatorii au reușit să recupereze o amprentă parțială de palmă de pe gâtul ei și urme de spermă pe corpul și lenjeria ei.[43] O analiză forensică a probelor de spermă a determinat că fusese violată de un singur individ.
O analiză a conținutului stomacului lui Maenza a dezvăluit urme de hamburger și ceapă consumate cu aproximativ o oră înainte de moartea ei, dând credibilitate rapoartelor anterioare despre o fată care corespundea descrierii lui Maenza, văzută în compania unui bărbat cu păr închis la culoare, cu vârsta între 25 și 35 de ani, având o înălțime de aproximativ 1,83 m și o greutate de 75 kg. Cei doi au fost observați într-un restaurant fast-food din orașul Penfield în jurul orei 16:30 în după-amiaza dispariției ei și, o oră mai târziu, de-a lungul Route 350.

## Investigații
Toate cele trei crime ale copiilor au stârnit o intensă indignare publică, fiecare primind o mare atenție din partea mass-media. După asasinarea lui Michelle Maenza, investigatorii au publicat un portret robot a individului văzut alături de copil, realizat pe baza mărturiilor mai multor martori. De asemenea, a fost creat un număr de telefon dedicat exclusiv vânătorii criminalului, fiind suspectat cu tărie că aceste fapte au fost comise de aceeași persoană. Anonimatul a fost din nou oferit oricărei persoane care ar fi furnizat informații utile, iar o recompensă a fost promisa pentru orice detaliu care ar duce la capturarea și condamnarea autorului. Deși aceste eforturi au rezultat în numeroase apeluri de la public, niciun suspect credibil nu a fost identificat.
Deși anchetatorii au interogat mai mult de 800 de suspecți potențiali în legătură cu crimele Alfabetice, autorul sau autorii crimelor nu au fost niciodată prinși, iar cazul rămâne nerezolvat. Având în vedere că fiecare copil provenea dintr-o familie catolică săracă, avea puțini prieteni și trecuse recent prin probleme precum bullying-ul sau performanța școlară slabă, anchetatorii nu au exclus posibilitatea ca ucigașul să fi fost angajat sau să fi avut cunoștință de activitățile unei agenții de servicii sociale, folosindu-se de aceasta pentru a iniția contactul cu victimele și/sau pentru a câștiga încrederea lor.

### Similitudini
Toate cele trei victime erau fete preadolescente care au dispărut din Rochester în după-amiaza devreme, în zile de ploaie ușoară sau puternică, iar cadavrele lor au fost descoperite ulterior în orașe învecinate. Corpul fiecărei fete a fost găsit fie complet îmbrăcat, fie parțial îmbrăcat, aproape de o autostradă, într-o locație accesibilă de obicei cu mașina, iar fiecare victimă părea a fi fost aruncată sau transportată cu o mașină până în locul unde a fost abandonată.
Fiecare copil era de statură mică, și toate cele trei fete fuseseră violate înainte de a fi strangulate până la moarte. În plus, toate trei erau cunoscute a fi percepute ca fiind oarecum izolate și singuratice printre colegii lor. Mai mult, o analiză a conținutului stomacal al lui Walkowicz și Maenza a relevat că ambele fete consumaseră mâncare înainte de moarte, mâncare pe care nu o consumaseră înainte de dispariția lor, iar cadavrele celor două fete fuseseră redresate după moarte.
Atât investigatorii contemporani, cât și cei actuali, au afirmat că posibilitatea ca fiecare victimă să fi fost aleasă datorită inițialelor duble ale numelui său este extrem de puțin probabilă, deoarece, pentru ca un infractor să își selecteze victimele pe baza acestui detaliu incidental, ar presupune că le-ar fi urmărit pe o perioadă extinsă de timp, sporind astfel riscul de a fi observat. Mai mult, unii investigatori cred că, deși crimele lui Walkowicz și Maenza ar fi putut fi comise de aceeași individ care le-a ademenit pe fete spre moartea lor, modul de operare în cazul uciderii lui Carmen Colón indică clar că uciderea acesteia a fost comisă de o persoană cunoscută—și posibil înrudită cu ea, și nu de un necunoscut care ar fi răpit-o prin forță.

## Suspecți

### Miguel Colón
În cazul crimei lui Carmen Colón, unchiul acesteia, Miguel Colón, este considerat de către investigatori un suspect important în legătură cu uciderea acesteia. Miguel era unchiul patern al lui Carmen. După despărțirea părinților lui Colón, acesta a început o relație cu mama ei, Guillermina. De obicei, atunci când Colón mergea la farmacie pentru a ridica rețetele familiei, o însoțea bunicul său, Felix, deși în ziua dispariției, Colón a insistat să meargă singură.
Cu câteva săptămâni înainte de răpirea și uciderea lui Colón, unchiul său a cumpărat o mașină care corespundea descrierii vehiculului observat de martori pe autostrada 490 urmărind copilul. Investigatori au efectuat o percheziție asupra acestui vehicul la scurt timp după uciderea lui Colón, descoperind că atât interiorul, cât și exteriorul mașinii fuseseră curățate temeinic, iar portbagajul fusese spălat cu o soluție de curățat puternică. Interogarea dealerului care vânduse recent vehiculul lui Miguel a arătat că portbagajul nu fusese curățat cu detergent înainte de vânzare. Mai mult, o păpușă care îi aparținea copilului a fost găsită în mașina acestuia, deși rudele lui Colón au informat anchetatorii că ea călătorea frecvent în vehiculul lui Miguel și ar fi putut lăsa jucăria în mașină. În plus, potrivit unui prieten, la două zile după moartea nepoatei sale, Miguel i-a spus acestuia că intenționează să părăsească țara deoarece „a făcut ceva greșit în Rochester”. Acesta s-a mutat din Rochester în Puerto Rico la doar patru zile după uciderea nepoatei sale. Investigatori au călătorit la San Juan în martie 1972 pentru a-l interoga pe Miguel Colón, însă ziarele locale au publicat detalii despre intențiile poliției, ceea ce a dus la fuga sa de la autorități. Miguel s-a predat pe 26 martie și a acceptat să fie extrădat în Rochester pentru a fi interogat.
Miguel Colón nu a putut să ofere un alibi credibil pentru locul în care se afla în ziua crimei nepoatei sale și nimeni nu a putut să îi confirme afirmațiile. În ciuda dovezilor circumstanțiale puternice care indicau vinovăția sa, nu s-a găsit nicio dovadă fizică la locul crimei sau în vehiculul său care să-l lege de ucidere.
Miguel Colón s-a sinucis în 1991, la vârsta de 44 de ani, după un incident de violență domestică în care a împușcat și rănit atât soția, cât și fratele său.

### Dennis Termini
Un alt individ considerat un suspect puternic în cazul crimelor Alfabetice este un pompier de 25 de ani din Rochester, Dennis Termini. Termini era un delincvent în serie prolific cunoscut sub numele de „Răpitorul din garaj”, fiind responsabil pentru cel puțin paisprezece violuri asupra adolescentelor și femeilor tinere între 1971 și 1973. Este, de asemenea, cunoscut faptul că deținea un vehicul bej similar cu descrierea vehiculului observat de mai mulți martori ai răpirilor. Mai mult, locuia la o adresă pe Bock Street—o locație aflată aproape de zona unde Michelle Maenza a fost văzută ultima dată în viață.
Cinci săptămâni după moartea ultimei victime a crimelor Alfabetice, pe 1 ianuarie 1974, Termini a încercat să răpească o adolescentă sub amenințarea armei, însă a fugit de la locul faptei când tânăra a refuzat să înceteze să țipe. La scurt timp după aceea, el a răpit o altă victimă, însă de această dată a fost urmărit de poliție, ceea ce a dus la sinuciderea lui Termini prin împușcare în cap. O examinare criminalistică ulterioară a vehiculului lui Termini a revelat urme de păr de pisică alb pe tapițeria interiorului.
În ianuarie 2007, corpul lui Termini a fost exhumat pentru a obține o probă de ADN în vederea comparării cu mostrele de spermă recuperate de pe corpul lui Wanda Walkowicz. Rezultatele acestui test au confirmat că Termini nu a fost responsabil de uciderea ei. Cu toate acestea, nu există nicio dovadă fizică recuperată de la corpurile lui Colón sau Maenza care să poată fi comparate cu ADN-ul lui Termini.

### Kenneth Bianchi
Un alt suspect în cazul crimelor Alfabetice este criminalul în serie Kenneth Bianchi, care, în perioada în care au avut loc aceste crime, lucra ca vânzător de înghețată în Rochester. Se știe că a activat în locații apropiate de primele două scene ale crimelor. Bianchi s-a mutat din Rochester în Los Angeles în ianuarie 1976. Între 1977 și 1978, el și vărul său, Angelo Buono, Jr., au comis crimele cunoscute sub numele de Hillside Strangler, ucigând 10 fete și tinere cu vârste cuprinse între 12 și 28 de ani.
Bianchi nu a fost niciodată acuzat de crimele Alfabetice și a negat cu vehemență orice vinovăție în legătură cu aceste omoruri. El a încercat de mai multe ori să obțină o clarificare oficială din partea anchetatorilor, pentru a-l elibera de orice suspiciune. Totuși, în perioada în care locuia în Rochester, se știe că a condus un vehicul de aceeași culoare și model cu un vehicul observat lângă una dintre locațiile de răpire.

### Joseph Naso
În aprilie 2011, un bărbat de 77 de ani, Joseph Naso, a fost arestat în Reno, Nevada pentru uciderea a patru femei în California, crime comise între 1977 și 1994, toate victimele fiind considerate prostituate și fiecare dintre victimele sale avea un nume de familie care începea cu aceeași literă ca și prenumele. Naso era originar din New York și locuise în Rochester la începutul anilor 1970, fiind cunoscut pentru că călătorea frecvent între New York și California.
Inițial descris de autorități ca persoană de interes în cazul crimelor Alfabetice, testele genetice au confirmat că ADN-ul lui Naso nu corespunde cu mostrele de spermă recuperate de la corpul lui Wanda Walkowicz.
Naso a fost adus în fața instanței pe 18 iunie 2013, fiind acuzat de uciderea celor patru victime ale crimelor Alfabetice din California. El a fost condamnat unanim pentru fiecare crimă pe 20 august. Pe 22 noiembrie 2013, Naso a fost condamnat oficial la pedeapsa cu moartea.

## Consecințe
Ziarul Democrat and Chronicle a publicat o serie de articole axate pe investigarea continuă a crimelor Alfabetice în 2009, apelând la public pentru informații care să ajute la închiderea cazului. Aceste articole au dus la primirea a aproximativ douăzeci de noi piste de investigat de către Departamentul de Poliție din Rochester. Deși toate pistele au fost urmate, niciuna nu a dus la capturarea și condamnarea autorului (sau autorilor). Cu toate acestea, un purtător de cuvânt al poliției a declarat că Departamentul de Poliție din Rochester rămâne angajat să rezolve cazul.

## Mass-media

### Film
- Un film de lungmetraj, The Alphabet Killer, este inspirat de crimele Alfabetice. Scris de Tom Malloy și regizat de Rob Schmidt, filmul a fost lansat în noiembrie 2008 și o are pe Eliza Dushku în rolul principal.[74]

### Literatură
- Farnsworth, Cheri L. (2010). Alphabet Killer: The True Story of the Double Initial Murders. Stackpole Books. ISBN 978-0-811-70632-2.
- Thompson, Emily G. (2018). Unsolved Child Murders: Eighteen American Cases, 1956–1998. North Carolina: McFarland & Company Inc. pp. 34–43. ISBN 978-1-476-67000-3.
- Tubman, Donald A. (2018). Nightmare in Rochester: The Double-Initial Murders. United States: Amazon Kindle Direct Publishing. ISBN 978-1-790-16809-5.

### Televiziune
- Discovery Channel a difuzat un episod de 45 de minute dedicat crimelor Alfabetice. Difuzat pentru prima dată în 2001, acest episod include interviuri cu fostul profiler al FBI, Roy Hazelwood, care a dezvoltat un profil al infractorului pentru investigații, utilizat în acest caz, care indică probabilitatea a două infractori separați.